# Hennepin
Hennepin es una villa ubicada en el condado de Putnam en el estado estadounidense de Illinois. En el Censo de 2010 tenía una población de 757 habitantes y una densidad poblacional de 51,95 personas por km². Fue nombrada en memoria del padre Louis Hennepin, un misionero de origen belga que estuvo en la región en 1679-1680.

## Geografía
Hennepin se encuentra ubicada en las coordenadas 41°14′49″N 89°18′50″O / 41.24694, -89.31389. Según la Oficina del Censo de los Estados Unidos, Hennepin tiene una superficie total de 14.57 km², de la cual 13.63 km² corresponden a tierra firme y (6.49%) 0.95 km² es agua.

## Demografía
Según el censo de 2010, había 757 personas residiendo en Hennepin. La densidad de población era de 51,95 hab./km². De los 757 habitantes, Hennepin estaba compuesto por el 97.36% blancos, el 0.13% eran afroamericanos, el 0% eran amerindios, el 0.26% eran asiáticos, el 0% eran isleños del Pacífico, el 0.66% eran de otras razas y el 1.59% pertenecían a dos o más razas. Del total de la población el 4.23% eran hispanos o latinos de cualquier raza.